# Fianarantsoa

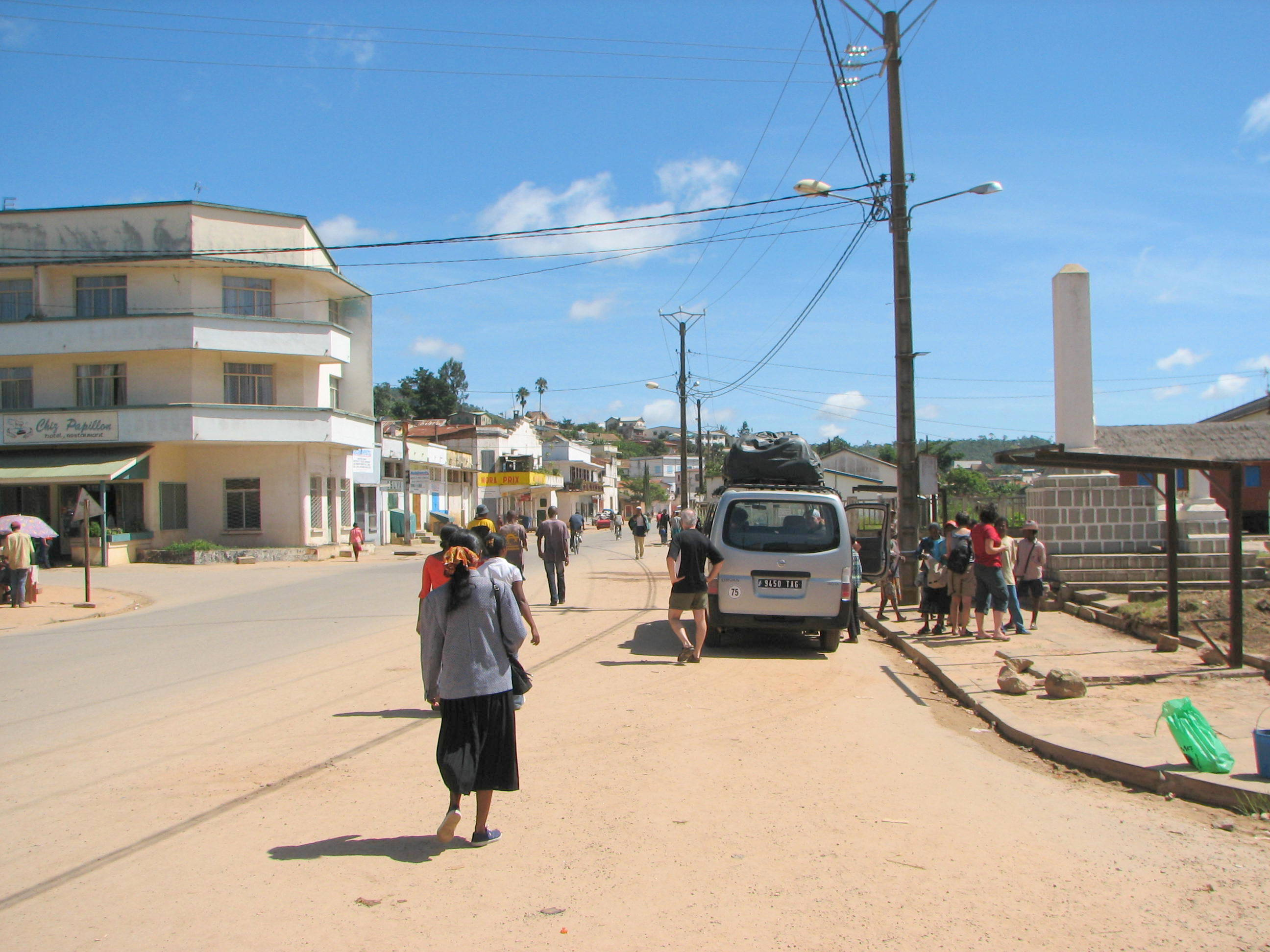
Carrer de Fianarantsoa

Fianarantsoa és la capital de la regió de l'Alta Matsiatra i de la província de Fianarantsoa, a Madagascar. La ciutat va ser construïda al segle xix com la capital administrativa dels recentment conquerits regnes de Betsileo.
La ciutat es troba a una altitud mitjana de 1200 m i té una població de 144.225 habitants (cens de 2001).
Fianarantsoa significa "bona educació" en malgaix. És el centre cultural i intel·lectual de tota l'illa. És la llar d'algunes de les més antigues catedrals protestants i luteranes de l'illa, del seminari teològic més antic (també luterà), així com la seu de la catòlica Arxidiòcesi de Fianarantsoa. La ciutat de la "bona educació", també compta amb una universitat que porta el seu nom fundada l'any 1972. Fianarantsoa es considera que és la capital del vi de Madagascar, a causa de la presència de moltes indústries del vi a la ciutat.
Fianarantsoa ha estat coneguda pel seu activisme polític i va ser un dels "punts calents" durant la crisi política del 2002. Els estudiants de la Universitat de Fianarantsoa tenen fama de simpatitzar amb els grups radicals d'esquerra.